# Петипа-Тейлор, Жинетт
Жине́тт Петипа́-Те́йлор (англ. Ginette Petitpas Taylor; род. 1960-е, Дьеп, Нью-Брансуик) — канадский политический и государственный деятель. Член Либеральной партии Канады. Член Палаты общин Канады от избирательного округа Монктон — Ривервью — Дьеп с 2015 года. Глава Казначейства (2024—2025).
Министр официальных языков Канады и министр, ответственный за Агентство возможностей Атлантической Канады (2021—2024). С 2017 до 2019 года занимала пост министра здравоохранения.

## Биография
Жинетт Петипа-Тейлор выросла в городе Дьеп в Нью-Брансуике. Была самой младшей из девяти детей.
Окончила Монктонский университет со степенью бакалавра в области социальной работы.
Работала в Канадской ассоциации психического здоровья (CMHA) в Сент-Джоне и проработала 23 года в качестве социального работника и координатора по работе с потерпевшими Королевской канадской конной полиции в Монктоне. В течение этого времени она занималась кризисным консультированием жертв преступлений, вмешивалась в домашнее насилие и оценивала риск домашнего насилия. Она также работала в Консультативном комитете по общественной безопасности города Монктона, который уполномочен городским советом Монктона в 1996 году активно влиять на сообщество посредством профилактики преступности и помогать совету реагировать на проблемные вопросы по мере их возникновения.
С 2004 по 2008 год была председателем Консультативного совета по положению женщин в Нью-Брансуике. Была членом Коалиции за равную оплату труда. Она была волонтером в нескольких общественных организациях, как на провинциальном, так и на местном уровне, включая Коалицию против абьюза в отношениях (Coalition Against Abuse in Relationships) и местный комитет Канадской ассоциации психического здоровья по предотвращению самоубийств в Монктоне.
19 октября 2015 года Петипа-Тейлор победила на выборах в Палату общин от Либеральной партии Канады в избирательном округе Монктон — Ривервью — Дьеп. В феврале 2016 года она была приведена к присяге в качестве члена Тайного совета королевы. Была переизбрана в парламент на выборах 2019 года, набрав 42 % голосов против 23 % у ближайшего оппонента от Консервативной партии. Тогда же вошла в Совет по внутренней экономике.
С 30 января по 28 августа 2017 года — парламентский секретарь министра финансов Канады.
В августе 2017 года заняла пост министра здравоохранения.
26 октября 2021 года стала министром официальных языков Канады и министром, ответственным за Агентство возможностей Атлантической Канады.
26 июля 2023 года назначена министром по делам ветеранов, заместителем министра обороны.
20 ноября 2024 года после отставки Рэнди Буассонно перемещена в кресло министра занятости, развития рабочей силы и официальных языков.
20 декабря 2024 года премьер-министр Трюдо произвёл значительные кадровые перестановки в правительстве, в числе прочих мер передав Петипа-Тейлор портфель главы Казначейства.
14 марта 2025 года при формировании правительства Карни сохранила прежнюю должность.
13 мая 2025 года Марк Карни произвёл масштабные перестановки в Кабинете по итогам парламентских выборов, в результате которых Петипа-Тейлор выведена из состава правительства.